# Orvieto (wijn)
Orvieto is een witte wijn die geproduceerd wordt in 18 gemeentes rond de Italiaanse stad Orvieto in de regio's Umbrië en Lazio. De wijn heeft sinds 1971 het predicaat DOC, "Denominazione di origine controllata".
Er wordt vooral een droge wijn geproduceerd. In het verleden was de meeste wijn uit Orvieto een zoete dessertwijn.
Naast de gewone Orvieto zijn er de Orvieto Classico, Orvieto Superiore en Orvieto Classico Superiore. Het predicaat Classico kan alleen worden gebruikt voor wijn uit het oorspronkelijke (klassieke) wijnbouwgebied rondom de stad Orvieto. Voor de Superiore dient de wijn minimaal 12% alcohol te bevatten.
De witte wijn is gemaakt van minimaal 60% druiven van de variëteiten trebbiano toscano, procanico of grechetto, aangevuld met maximaal 40 % andere witte druiven. De druiven groeien op bodems die zijn ontstaan in kalksteen, tufsteen of ander vulkanisch materiaal.
De oorsprong van de wijnbouw in Orvieto is te vinden bij de Etrusken. Vanaf de middeleeuwen tot het midden van de 20e eeuw werd in Orvieto vooral een zoete dessertwijn gemaakt met behulp van edele rotting door de schimmel Botrytis cinerea. De druiven worden daarvoor na de oogst, verpakt in kratten, bewaard in vochtige tufsteengrotten en daar blootgesteld aan de schimmel. Het suikergehalte, de smaak en de aroma's nemen door dit rottingsproces toe.